# Przychód (kolonia w powiecie mławskim)
Przychód – kolonia w Polsce położona w województwie mazowieckim, w powiecie mławskim, w gminie Szreńsk.
W latach 1975–1998 miejscowość należała administracyjnie do województwa ciechanowskiego.